# Creobroter episcopalis
Creobroter episcopalis är en bönsyrseart som beskrevs av Carl Stål 1877. Creobroter episcopalis ingår i släktet Creobroter och familjen Hymenopodidae. Inga underarter finns listade i Catalogue of Life.